# 6,8 × 43 мм Remington SPC
Remington SPC (от англ. special purpose cartridge — патрон специального назначения) — промежуточный патрон калибра 6,8×43 мм, созданный как оптимальный промежуточный патрон с хорошими баллистикой и убойной силой, умеренными отдачей и размерами.

## История
Боеприпас разрабатывался фирмой Remington совместно с армией США с 2002 года в связи с недостаточным останавливающим действием пули патрона .223 Rem (5,56×45 мм). В 2004 году был официально представлен как 6,8-мм патрон Remington SPC. Одним из конкурентов патрона фирмы Remington был патрон фирмы Grendel калибра 6,5 мм. Хотя он и обладал лучшими характеристиками, но не был совместим со стандартными армейскими магазинами к винтовке М16, так как был создан на базе более широкой гильзы советского 7,62-мм автоматного патрона обр. 1943 года.
Патрон создавался на базе боеприпаса .30 Rem образца 1906 года. У гильзы увеличили угол плеча, дульце укоротили и переобжали под новую пулю. Длина гильзы составляет 42,835 мм, общая длина патрона — 57,40 мм. Желание использовать более тяжёлую пулю наталкивается на ограничение по длине патрона, поэтому ограничились массой 7,45 г (115 гран) с коротким носиком. Основной является пуля с полой головкой формы OTM (от англ. open tip match — открытый наконечник, высокоточная) — с сужающейся задней частью (англ. boattail — лодочная корма) и подрезанным кончиком оболочки (нем. Crimprille — выемка). Кроме неё используются пули без полости, Sierra-HPBT и Core-Lokt Ultra Bonded — такой же массой 7,45 г (115 гран).

## Сравнение патронов
Сравнение кинетических энергий пуль разных патронов представлено в таблице.
| Калибр боеприпаса | Масса пули, г | Кинетическая энергия пули, Дж, на дистанции, м | Кинетическая энергия пули, Дж, на дистанции, м | Кинетическая энергия пули, Дж, на дистанции, м | Кинетическая энергия пули, Дж, на дистанции, м | Кинетическая энергия пули, Дж, на дистанции, м | Кинетическая энергия пули, Дж, на дистанции, м |
| Калибр боеприпаса | Масса пули, г | 0                                              | 100                                            | 200                                            | 300                                            | 400                                            | 500                                            |
| ----------------- | ------------- | ---------------------------------------------- | ---------------------------------------------- | ---------------------------------------------- | ---------------------------------------------- | ---------------------------------------------- | ---------------------------------------------- |
| 7,62×39 мм        | 7,9 (715 м/с) | 2019                                           | 1533                                           | 1139                                           | 832                                            | 604                                            | 441                                            |
| 7,62×39 мм        | 8,1 (721 м/с) | 2105                                           | 1598                                           | 1187                                           | 867                                            | 629                                            | 459                                            |
| 5,45×39 мм (7Н6)  | 3,43          | 1385                                           | 1247                                           | 918                                            | 737                                            | 585                                            | 457                                            |
| 5,45×39 мм (7Н22) | 3,69          | 1495                                           | 1238                                           | 1016                                           | 826                                            | 666                                            | 530                                            |
| 5,56×45 мм        | 4             | 1767                                           | 1421                                           | 1128                                           | 885                                            | 685                                            | 520                                            |
| 6,8×43 мм         | 7,45          | 2430                                           | 1953                                           | 1552                                           | 1219                                           | 948                                            | 734                                            |

Сравнение патронов по данным фирмы Remington представлено в следующей таблице.
| Калибр боеприпаса | Масса пули, г (гран) | Тип пули     | Начальная скорость пули, м/с | Дульная энергия, Дж |
| ----------------- | -------------------- | ------------ | ---------------------------- | ------------------- |
| 7,62×39 мм        | 7,9                  | оболочечная  | 715                          | 2019                |
| 7,62×39 мм        | 8,1 (125)            | экспансивная | 721                          | 2105                |
| 7,62×51 мм        | 9,72 (150)           | экспансивная | 860                          | 3594                |
| 5,56×45 мм        | 3,56 (55)            | оболочечная  | 988                          | 1739                |
| 5,56×45 мм        | 4,02 (62)            | экспансивная | 922                          | 1708                |
| 6,8×43 мм         | 7,45 (115)           | экспансивная | 846                          | 2667                |
| 6,8×43 мм         | 7,45 (115)           | экспансивная | 846                          | 2667                |
| 6,8×43 мм         | 7,45 (115)           | оболочечная  | 846                          | 2667                |
| 6,8×43 мм         | 7,45 (115)           | экспансивная | 846                          | 2667                |
| 6,5×39 мм Grendel | 5,8—8,4              | оболочечная  | 770—880                      | 2248—2633           |